# 埼玉県立和光高等学校
埼玉県立和光高等学校（さいたまけんりつ わこうこうとうがっこう）は、埼玉県和光市新倉三丁目にある公立高等学校。

## 沿革
- 1972年（昭和47年） - 開校
- 2023年−令和5年度をもって募集停止[1]。
- 2026年−埼玉県立和光国際高等学校と統合する（予定）。その後国道254号和光バイパスの事業用地となる。

## クラブ
- 1999年全国高等学校柔道選手権大会（57Kg級・個人）優勝

- 第41回 埼玉県放送コンテスト　県決勝　埼玉県教育長賞
朗読部門　最優秀賞
アナウンス部門　入選
テレビ番組部門　最優秀賞
ラジオ番組部門　優秀賞
- 第52回 NHK杯全国放送コンテスト　全国大会出場
「こちら、都市農業最前線！」制作奨励賞
- 第29回 全国高等学校総合文化祭青森大会出場
- 第25回 埼玉放送コンクール
朗読部門　優良賞
ビデオメッセージ部門　「古民家を守る町」最優秀賞ならびに県知事賞　全国大会出場
オーディオピクチャー部門　「新倉の道」優秀賞並びに連盟会長賞
- 第三回 関東地区放送コンクール
オーディオピクチャー部門　優秀賞

- 吹奏楽コンクール 高校A部門

　1982年～1984年

　　　西部地区 金賞、埼玉県大会 優秀賞

　1985年

　　　西部地区 金賞、埼玉県大会 最優秀賞・代表、関東大会 銀賞
- アンサンブルコンテスト 高校の部

　1982年

　　　木管3重奏　県大会 銀賞

　　　サックス6重奏　県大会 金賞・代表、関東大会 金賞

　1983年

　　　打楽器6重奏　県大会 銀賞　

　　　サックス4重奏　県大会 金賞・代表、関東大会 金賞

　1984年

　　　金管8重奏　県大会 金賞

　　　サックス4重奏　県大会 金賞・代表、関東大会 銀賞

## 著名な卒業生
- 安生洋二（プロレスラー）
- フリーディア（旧芸名・こずえ鈴）
- エスパー伊東（芸人）
- アナーキー（バンド）
- 加藤慶祐（俳優）
- 山口辰也（オートバイレーサー）
- 佐野泰雄（プロ野球選手）

## 交通
- 東武東上線・東京メトロ有楽町線：和光市駅下車 徒歩約30分
- 東武バス：和03系統 和光高校下車
- 都営三田線：西高島平駅下車　徒歩約25分